# 張道 (嘉靖戊戌進士)
張道（1506年—？），字允中，湖廣衡州衛人，官籍，明朝政治人物。

## 生平
嘉靖十年（1531年）辛卯科湖廣鄉試第七十六名舉人。嘉靖十七年（1538年）中式戊戌科會試第三十九名，登第三甲第八十一名進士。嘉靖十九年（1540年）任直隸吳縣知縣。

## 家族
曾祖張英；祖父張珏，正千戶；父張憲，母魯氏。慈侍下。兄张本（指挥佥事）、张立。弟张选。